# Sharjah Cup 2001/02
Der Sharjah Cup 2001/02 war ein Drei-Nationen-Turnier, das vom 8. bis zum 17. April 2002 in den Vereinigten Arabischen Emiraten im One-Day Cricket ausgetragen wurde. Bei dem zur internationalen Cricket-Saison 2001/02 gehörenden Turnier nahmen die Mannschaften aus Neuseeland, Pakistan und Sri Lanka teil. Im Finale setzte sich Pakistan gegen Sri Lanka mit 217 Runs durchsetzen.

## Vorgeschichte
Neuseeland bestritt zuvor eine Tour gegen England, Pakistan eine Tour gegen die West Indies und Sri Lanka eine Tour gegen Simbabwe.
Ursprünglich wurde darüber nachgedacht, das Turnier um die Südafrika zu erweitern, was jedoch aus Termingründen nicht vollzogen wurde.

## Format
In einer Vorrunde spielte jede Mannschaft gegen jede einmal. Für einen Sieg gab es vier, für ein Unentschieden oder No Result 2 Punkte. Des Weiteren wurden Bonuspunkte vergeben. Die beiden Gruppenersten qualifizierten sich für das Finale und spielten dort um den Turniersieg.

## Stadion
Der folgende Austragungsort wurde für das Turnier ausgewählt.
| Stadion                             | Stadt   | Kapazität | Spiele            |
| ----------------------------------- | ------- | --------- | ----------------- |
| Sharjah Cricket Association Stadium | Sharjah | 27.000    | Vorrunde & Finale |

## Kaderlisten
Sri Lanka benannte seinen Kader am 19. März 2002.
Pakistan benannte seinen Kader am 24. März 2002.
Neuseeland benannte seinen Kader am 1. April 2002.
| ODI | ODI | ODI |
| Neuseeland | Pakistan | Sri Lanka |
| --- | --- | --- |
| - Stephen Fleming (K) - Craig McMillan (VK) - Andre Adams - Nathan Astle - Ian Butler - James Franklin - Chris Harris - Matt Horne - Chris Nevin (wk) - Jacob Oram - Mathew Sinclair (wk) - Scott Styris - Daryl Tuffey - Brooke Walker | - Waqar Younis (K) - Abdul Razzaq - Inzamam-ul-Haq - Mohammad Yousuf - Rashid Latif (wk) - Saqlain Mushtaq - Shahid Afridi - Shoaib Akhtar - Shoaib Malik - Wasim Akram - Younis Khan | - Sanath Jayasuriya (K) - Russel Arnold - Marvan Atapattu - Upul Chandana - Kumar Dharmasena - Tillakaratne Dilshan - Dilhara Fernando - Mahela Jayawardene - Romesh Kaluwitharana (wk) - Muttiah Muralitharan - Kumar Sangakkara (wk) - Chaminda Vaas - Nuwan Zoysa |

## Spiele

### Vorrunde
Tabelle
| Teams      | Sp. | S | N | U | R | NR | BP | Punkte | NRR    |
| ---------- | --- | - | - | - | - | -- | -- | ------ | ------ |
| Sri Lanka  | 4   | 3 | 1 | 0 | 0 | 0  | 0  | 12     | +0.404 |
| Pakistan   | 4   | 2 | 2 | 0 | 0 | 0  | 1  | 9      | +0.531 |
| Neuseeland | 4   | 1 | 3 | 0 | 0 | 0  | 0  | 4      | −0.937 |

Sieg: 4 Punkte; Remis: 2 Punkte
Spiele
| 8. April Scorecard | Sharjah | Sri Lanka 242-9 (50)          | – | Pakistan 201 (45.5) |
|                    |         | Sri Lanka gewinnt mit 41 Runs |   |                     |

| 9. April Scorecard | Sharjah | Neuseeland 218-8 (50)          | – | Sri Lanka 207 (49.1) |
|                    |         | Neuseeland gewinnt mit 11 Runs |   |                      |

| 11. April Scorecard | Sharjah | Pakistan 288-6 (50)          | – | Neuseeland 237-8 (50) |
|                     |         | Pakistan gewinnt mit 51 Runs |   |                       |

| 12. April Scorecard | Sharjah | Sri Lanka 239-6 (50)         | – | Pakistan 230-5 (50) |
|                     |         | Sri Lanka gewinnt mit 9 Runs |   |                     |

Der pakistanische Bowler Shoaib Akhtar erzielte mit 159,5 Kilometer pro Stunde einen Weltrekord bei der Wurfgeschwindigkeit.
Es war ein Schritt hin zum Bruch der 100 Meilen-pro-Stunde-Marke, die ihm beim Cricket World Cup 2003 gelang.
| 14. April Scorecard | Sharjah | Sri Lanka 243-9 (50)          | – | Neuseeland 197-9 (50) |
|                     |         | Sri Lanka gewinnt mit 46 Runs |   |                       |

| 15. April Scorecard | Sharjah | Neuseeland 213-9 (50)          | – | Pakistan 217-2 (31.3/49) |
|                     |         | Pakistan gewinnt mit 8 Wickets |   |                          |

### Finale
| 17. April Scorecard | Sharjah | Pakistan 295-6 (50)           | – | Sri Lanka 78 (16.5) |
|                     |         | Pakistan gewinnt mit 217 Runs |   |                     |